# Desvío Km 39
Km 39 era un desvío ferroviario de tipo cruce ubicado entre las localidades de General Vintter y San Lorenzo. Además, estaba relativamente cercano a la localidad de Teniente General Eustoquio Frías del departamento Departamento Conesa, Provincia de Río Negro, Argentina en el ramal de trocha angosta Línea Económica al Valle del Río Negro.

## Toponimia
El nombre de este punto obedece a la distancia de 38.57 kilómetros que lo separaba de la estación General Lorenzo Vintter. La misma fue redondeada a 39 Kilómetros para facilitar su uso.  

## Datos Geográficos
Se encontraba a 38.5 km de la localidad de General Lorenzo Vintter en una zona rural llana y sin pueblos a la redonda. Sin embargo, se configuró como el punto más elevado del ramal. Su geografía lo llevó a ser de los puntos más aislados del ferrocarril por las distancias que rozaban los 20 kilómetros con los puntos anteriores y posteriores al desvío. Esto llevó a que Km 38 tuviera los entre los puntos que más tiempo tardaba en visitarse, con promedios de 40 minutos para llegar a los sitios más cercanos.  
Actualmente, en la zona permanecen estancias las cuales están a unos kilómetros al este de la Ruta Nacional 251.  

## Historia
El ramal entró en funcionamiento en 1933, quizás el desvío ya estaba en funcionamiento para ese año. El itinerario 1934 lo incluyó entre los puntos operativos del ramal para ese año. Para 1935 fue formalmente abierto. Fue considerado una parada para pasajeros, pero también un punto de carga de materias primas para abastecer las colonias productivas y para cargar su producción agrícola. El intenso trabajo de carga del desvío se detuvo con el cierre del Ingenio propiedad de la Compañía Industrial Agrícola  San Lorenzo Limitada, en 1941. Desde entonces, funcionó erráticamente como una parada para bajar y subir pasajeros hasta 1961 cuando todo el ferrocarril fue clausurado en el marco del plan Larkin impulsado por el radical Arturo Frondizi. Años más tarde todo el ramal sería levantado desde 1968.

## Infraestructura
Este punto fue clasificado, según un informe de 1958 y datos del itinerario del FCE de 1945, como embarcadero con servicios para pasajeros, encomiendas y cargas. El documento afirma: pasajeros: "habilitado únicamente para subir y bajar pasajeros. El equipaje que no sea bulto de mano, deberá ser cargado o descargado, según el caso, por el interesado directamente en el furgón." Encomiendas: "se emite guía a o de la estación más allá". Cargas: "habilitado en forma provisoria y condicional. Recibe únicamente cargas consignadas al Ejército y Gendarmería Nacional". Por último, para desarrollar sus tareas se valía de un apartadero de 548 metros de largo.

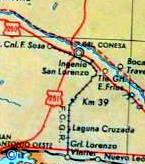
Mapa de los puntos más relevantes del ferrocarril en 1962 tras la clausura. Se constituye en uno de los mapas más completos que muestra detalles como el nombre definitivo de este desvío a Km 39.

## Funcionamiento
El análisis de documentos como los itinerarios, informes y guías de horarios lo largo del tiempo muestra como fue variando la situación de este punto periodo de tiempo:
El primer itinerario que abordó la línea fue confeccionado el 10 de diciembre de 1934. El mismo, incluye al ramal en las líneas del Estado; sección líneas Patagónicas. En este documento se demuestra que antes de la inauguración de 1935, el ferrocarril ya estaba casi construido y en funcionamiento. De este modo, todos los puntos menos El Porvenir estaban creados y figuraban en el itinerario. Sin embargo, el viaje solo se realizaba para cargas condicionales para el tramo Ingenio/San Lorenzo - Vintter; y desde San Lorenzo en adelante se informaba la leyenda "en construcción" para estaciones Conesa y Sosa. Las cargas corrían en forma ascendente todos los días menos los domingos desde Vintter a las 8:00, arribando a Km 39 a las 10:35 y finalizando en San Lorenzo a las 13:00. En tanto, trenes descendentes corrían diariamente, menos los lunes, desde San Lorenzo a las 8, pasando por Km 39 9:25 y arribo a Vintter a las 13:15. En cuanto a detalles del desvío, fue nombrado Km 38. 57 (Desvío de Cruces). Esto lo diferenció de los otros desvíos vecinos al catalogarlo como un punto de cruce de 2 formaciones.
El segundo documento que abordó el ramal fue la guía de horarios de Ferrocarriles del Estado de 1936. En la misma se centró en los servicios de pasajeros. En ella se detalló que el ramal operaba sus servicios con trenes mixtos desde estación Plaza Constitución los jueves desde las 20:15, pasando por estación Carmen de Patagones a las 12:20 y a las 16:17 arribaba a estación General Lorenzo Vintter. Luego, partía para terminar el viernes a las 21:20 en Sosa. En tanto, los domingos salía de estación Plaza Constitución a las 20:25, pasando el lunes por estación Carmen de Patagones a las 16:25 y a las 20:17 arribaba a estación General Lorenzo Vintter. Luego, la formación partía para terminar el martes a las 1:20 en Sosa. Por otro lado, el regreso se producía el jueves a las 3 a. m. desde Sosa y arribo a Vintter a las 7:15 y volver a salir de la misma a las 7:56. Una vez empalmada la trocha ancha se alcanzaba estación Carmen de Patagones a las 10:40 y se concluía en Constitución el viernes a las 10:50 del viernes. En cambio, el domingo la vuelta variaba partiendo a las 8:10 a. m. desde Sosa y finalizando en Vintter a las 12:35. Posteriormente, el viaje continuaba tras un trasbordo volvía a salir de la misma a las 14:03. Una vez empalmada la trocha ancha se alcanzaba estación Carmen de Patagones a las 17:00 y se concluía en Constitución el viernes a las 11:00 del lunes. El documento dejó de informar los tiempos de arribo a este desvío por considerarlo parada optativa de los servicios de pajeros. De todos modos, las formaciones de trenes mixtos podían detenerse si habían interesados en este punto. Por último, el desvío fue aludido como Desvío Kilómetro 39.
El tercer documento que abordó el ramal fue la guía de horarios de Ferrocarriles del Estado de 1938. En la misma no se detalló grandes diferencias respecto a la guía anterior. No obstante, hubo una mejoría en los tiempos y ramal continuó operaba sus servicios con trenes mixtos desde estación Plaza Constitución.
El itinerario de Ferrocarriles del Estado del 15 de diciembre de 1940 fue el último registro antes del cierre del ingenio y la caída de actividad. En el mismo no se hizo mención a Plaza Constitución como destino y se redujo los tiempos de trenes mixtos. El primer viaje partía los sábados desde Vintter a las 16:00, visitando Km 39 a las 17:18 y finalizando a las 20:30 en Sosa. En tanto, el segundo partía el martes a las 20:50, pasando por Km 39 a las 22:08 y teniendo arribo el día miércoles a las 1:20 a Sosa. Por otro lado, el regreso se producía el viernes a las 4:40 a. m. desde Sosa, pasando a las 7:52 por Km 39 y arribando a Vintter a las 9:10. Mientras que el lunes el regreso paría a las 10 a. m. desde Sosa, paso a las 13:12 por Km 39 y finalización en Vintter a las 14:30. El itinerario siguió catalogando a este punto como optativo, pero volvió a informar horarios. De este modo, las formaciones de trenes mixtos unían la distancia con Km 57 en 37 minutos. En tanto, la distancia con Km 21 se unía en 38 minutos. Por último, el desvío fue llamado Km 38.57 (De. Cruces) y no se informó ningún edificio destinado a pasajeros.
El itinerario del 3 de enero de 1946 abordó las líneas del Estado y se concentró en las Líneas Patagónicas. Puntualmente, el ferrocarril mostraba el descenso de la actividad producto del cierre del ingenio. Esto se demuestra en que las frecuencias se habían reducido a solo un día  para trenes mixtos de pasajeros y su servicio de cargas pasó a ser condicional en un solo día a la semana. En cuanto al servicio de pasajeros, era operado por trenes mixtos en forma ascendente los sábados desde Vintter a las 16:15, pasando por Km 39 a las 17:33 y arribando a Sosa desde las 20:45. El descenso iniciaba el lunes desde Sosa a las 9:15, visitando Km 39 a las 12:27 y terminando en Vintter a las 13:45 con una notable reducción de los tiempos. Por otro lado, se describió por primera vez al viaje de cargas pasaron a ser condicionales y partían desde Vintter los martes a las 12:00, con parada a las 13:35 en Kilómetro 39 y para arribo a Sosa a las 18:05. Mientras que el regreso se ejecutaba el miércoles desde Sosa a las 9:00, visita a las 13:35 a Kilómetro 39 y culminación en Vintter a las 15:25. En cuanto a las distancias, para unirse con Km 21 se precisaban 36 minutos en trenes de pasajeros y 40 minutos para trenes cargueros. Mientras que para ir hasta Km 57 se precisaban 37 minutos en trenes mixtos y 45 en cargueros. En tanto, en este documento el desvío volvió a ser renombrado como  Kilómetro 39 (Desvío cruce). Por último, el itinerario informó que solo las estaciones General Lorenzo Vintter y General Conesa tenían personal para manejar a los demás puntos, cayendo el desvío en responsabilidad de alguna.
El itinerario del 13 de diciembre de 1948 repitió las mismas condiciones que en itinerario anterior de 1946 y fue el último documento que describió el ramal interno al Ingenio San Lorenzo; aunque se repitió los mismos datos del itinerario de 1940.
El itinerario del 26 de mayo de 1952 abordó las líneas del Ferrocarril Roca que incluyó al ramal. El documento continuó informando que el ferrocarril seguía con una sola frecuencias para trenes mixtos de pasajeros y su servicio de cargas aun era condicional en un solo día a la semana y se realizó la supresión del ramal al ingenio que partía desde esta estación. Los tiempos y condiciones de la línea continuaron sin modificaciones, con un leve empeoramiento del viaje de cargas en 5 minutos. El desvío conservó la denominación Km 39 e incorporó una leyenda que afirmaba que estaba habilitado para subir o bajar pasajeros. Posiblemente, se haya recibido una mejora para el desvío como alguna casilla de chapa para mayor confort de los pasajeros en la espera.
El último itinerario fue el de 1960 y constituye el último registro de la línea. En el documento se ve a la línea completamente integrada en el mapa de Ferrocarril Roca y no se volvió a informar del empalme y el ramal al ingenio. Esto confirmó la clausura notificada en el informe de 1958. El itinerario suprimió el viaje de cargas y dejó un solo viaje en trenes mixtos. De este modo, el único viaje en trenes mixtos partía desde Vintter a las 17:30, parada en Kilómetro 39 a las 18:12 y arribo a Sosa a las 21:50. En tanto, el regreso desde Sosa se efectuaba los jueves desde las 7:10, arribo a Kilómetro 39 a las 10:22 y culminación en Vintter a las 11:40. Las distancias tu vieron una leve mejoría pasando el viaje más rápido a Km 57 a ser de 32 minutos y en 39 se pudo unir la distancia con Km 21. Por último, este itinerario retomó el nombre Kilómetro 38 (Desvío cruce) y añadió la leyenda de embarcadero; confirmando las mejoras en los servicios de pasajeros de 1952.